# Папа Жан
Иван Николов Георгиев Принц Папа Жан, известен с псевдонима си Папа Жан, е български художник и писател авангардист, творящ в областта на живописта, колажите, графиката и кинематографията. Творчеството му преминава през много и различни периоди.

## Биография
Иван Николов Георгиев е роден на 8 септември 1957 г. в Асеновград. Бил е социален служител, бетонджия, залесител, комсомолски секретар, икономист (завършил Стопанската академия в Свищов). От първата си жена Мария има две дъщери и внуци.
След завършване на образованието си през 1981 година, Папа Жан е отдаден на изкуството. Става колекционер на икони и картини и започва да учи живопис в Асеновград, след това в Москва, при руския педагог и художник-реалист Виктор Федорович Бугай.
В периода 1994 - 2000 г. Папа Жан рисува и организира свои изложби в България и Русия. През 2000 г. в Москва той се жени за Алла Павловна Красникова.  
През периода 1999 – 2000 г. Папа Жан е преподавател по езотеризъм и екстра-сензорна медиаторика в Международната академия на алтернативните науки в Москва. На 21 март 2000 г. Папа Жан получава званието академик и ордена „Новая Элита России“, връчен му от Евгения Давиташвили – Джуна.
На 23 декември 2020 г. Папа Жан умира от COVID-19. 

## Творчество
Основно поле за изява на автора е живописта. През годините той създава стотици портрети, натюрморти и пейзажи. Популярни стават портретите му на известни личности, сред които Иво Карамански, Лили Иванова, Боби Михайлов, Джуна, Владимир Висоцки, Алла Пугачова и дори арабски шейхове.  Автор е на над 2000 картини. Според самия Папа Жан неговите картини се доближават до стила на Рембранд.  Въпреки че името му се свързва със скандали от жълти издания, професионализмът му е признат в художествените среди. В лекцията си „Изкуството след Прехода“, кураторът Илина Консулова го нарича „една от най-светлите арт фигури на Прехода – Маестро Принц Папа Жан“.
Папа Жан изгражда репутация на ексцентричен художник, като организира своя подводна изложба, изложба във въздуха и изложба с горящи картини.  Най-сензационна е изложбата му през 1994 година във Варна, където той разпродава всичките двеста картини в експозицията. 
По-важни творби:
- „Ванга. Взорът на пророчицата“ – масло на платно (1997)
- „Смъртта на Титаник“ – масло на платно (1997)
- „Портрет на Владимир Висоцки“ – масло на платно (1995)

Автор е на четири книги, издадени в периода 1994 - 2013 година.  Първата от тях, „Всемирна галерия“, е в съавторство със Стефан Кръстев, под псевдонима Джон Стивън.
През 2010 г. съвместно с режисьора Александър Бурмов, Папа Жан завършва документалния филм в три части „Сезоните и лудостите на гения“. 